# Street F.C.
Street F.C. là một câu lạc bộ bóng đá Anh tọa lạc ở Street, gần Glastonbury, Somerset. CLB thi đấu ở Western League Premier Division mùa giải 2014-15 và chơi trên sân nhà The Tannery. Họ đang là hội viên của Somerset County FA.

## Lịch sử
Thành lập năm 1880, CLB đã 5 lần vô địch Somerset Senior League trước khi gia nhập Western Football League năm 1911. Street rời khỏi Western League năm 1922, nhưng gia nhập lại năm 1931. Những năm 1930 được đánh dấu là thời kì đỉnh cao trong lịch sử CLB, với 2 lần xếp thứ 2 chung cuộc ở Western League Second Division, cũng như vào đến vòng 1 của FA Cup năm 1938.
Trên sự phục hồi của bóng đá sau Thế chiến thứ II, Street đã giành vị trí thứ 2 chung cuộc ở Western League First Division mùa giải 1952–53, đánh dấu vị trí cao nhất mà đội bóng đạt được. Tuy nhiên, 2 lần xuống hạng trong 6 mùa giải khiến cho Street gia nhập lại Somerset League năm 1960. Chức vô địch năm 1996 giúp đội bóng trở lại với Western League, và năm 2006 họ giành quyền thăng hạng Premier Division.

## Sân vận động
Street chơi trên sân nhà The Tannery Ground, Middlebrooks, Street, Somerset, BA16 0TA.

## Các danh hiệu
| Danh hiệu                          | Mùa giải                                                               |
| ---------------------------------- | ---------------------------------------------------------------------- |
| Western League Á quân Division One | 1952–53                                                                |
| Western League Á quân Division Two | 1932–33, 1937–38                                                       |
| Somerset Senior League Vô địch     | 1892–93, 1895–96, 1897–98, 1898–99, 1909–10, 1963–64, 1965–66, 1995–96 |
| Somerset Senior Cup Vô địch        | 1897–98, 1899–00, 1910–11                                              |
| Somerset Senior League Cup Á quân  | 1995–96                                                                |